# かもめ橋から
「かもめ橋から」（かもめばしから）は、日本の演歌歌手さくらまやの7枚目のシングルである。デビュー10周年記念曲として2018年7月25日に発売された。発売レーベルは日本クラウン。

## 概要
さくらまやの7枚目のシングル。デビュー10周年記念曲のタイトル曲「かもめ橋から」は大人の雰囲気漂うロマンチックな3連艶歌、カップリング曲の「恋紅椿」は島に住む娘の恋愛を歌った懐かしさを感じさせる2拍子の演歌となっている。
発売日の7月25日はさくらの20歳の誕生日の前日にあたり、東京・渋谷にて発売記念イベントが開催された。
歌詞には「大人になった女心を切なく歌いあげていて聞けば聞くほど歌の味が出る。イベントには 
CDジャケット・白いやや露出度があるスカート姿で登場している。

## 収録曲
1. かもめ橋から（4:44）
作詞：かず翼、作曲：岡千秋、編曲：伊戸のりお
2. 恋紅椿（3:24） 
作詞：かず翼、作曲：岡千秋、編曲：伊戸のりお
3. かもめ橋から［オリジナル・カラオケ］（4:44）
4. 恋紅椿［オリジナル・カラオケ］（3:24）